# Lasaeola tristis
Lasaeola tristis là một loài nhện trong họ Theridiidae.
Loài này thuộc chi Lasaeola. Lasaeola tristis được Carl Wilhelm Hahn miêu tả năm 1833.